# Nicolae Iliescu (pictor)
Nicolae Iliescu (n. 1850, Craiova, Țara Românească – d. 1889) a fost un pictor român. Artistul și-a schimbat numele în timpul vieții, el semnând ca pictor sub numele de Eliescu sau Elliescu. A învățat tainele picturii în atelierul lui Anton Chladek și a fost prieten bun cu fiul acestuia.
Nicolae Iliescu a fost un pictor destul de puțin cunoscut o lungă perioadă de timp. Opera pe care a lăsat-o și care este cunoscută în ziua de astăzi ca fiind cu certitudine a lui, îl îndrituiește pentru a fi pomenit printre pictorii ce și-au desfășurat activitatea în a doua jumătate a secolului al XIX-lea, chiar dacă rolul lui în epocă a fost mai degrabă unul minor. A participat la Expoziția artiștilor în viață din anul 1872 cu un tablou ce era intitulat Matei Millo în rolul lui Barbu Lăutarul.

## Biografie
Nicolae Iliescu s-a născut în Craiova în anul 1850. A fost prieten cu Alexandru Cladec, fiul lui Anton Chladek. Prin prisma prieteniei sale cu familia Chladek, istoricul de artă Ion Frunzetti a considerat că Iliescu ar fi profitat de învățăturile mai vârstnicul Anton Chladek, cel care s-a retras la bătrânețe în Mahalaua Cărămidarilor din București. Nicolae Iliescu și-a schimbat numele în timpul vieții, el semnând ca pictor sub numele de Eliescu sau Elliescu. Ion Frunzetti și mai apoi Paul Rezeanu l-au pomenit în analizele lor sub numele de Alexandru Elliescu cu toate că în documentele oficiale ale vremii în care acesta a trăit apare scris în mod clar ca Nicolae Iliescu.
În opinia lui Ion Frunzetti, artistul a fost produsul învățământului particular, care continua să fie practicat chiar dacă în anul 1864 s-a înființat Academia de Arte Frumoase.
De tânăr, Iliescu a suferit de o boală de plămâni, dovadă stând corespondența pe care a avut-o cu prietenul lui Aexandru Chladek. În vara anului 1878, artistul se afla în localitatea Bienne unde „aerul este cit se poate de bun", pentru a se îngriji. Fiind în Elveția, el a pictat pentru a se întreține. A făcut portrete pentru gazdele unde a locuit, acestea făcându-i recomandări și altor doritori de tablouri. Din comentariile lui Ion Frunzetti, mediul social din Elveția acelor ani era mai curând unul virgin, decât unul superior care să-i ofere pictorului un public amator de artă. În consecință, Nicolae Iliescu nu a avut cum profita ca artist de călătoria sa acolo, decât poate, oprindu-se la Viena sau într-o altă capitală unde ar fi putut vedea muzee cu opere de artă ale marilor maeștri.

## Opera
Nicolae Iliescu a fost un pictor destul de puțin cunoscut o lungă perioadă de timp. Opera pe care a lăsat-o și care este cunoscută în ziua de astăzi ca fiind cu certitudine a lui, îl îndrituiește pentru a fi pomenit printre pictorii ce și-au desfășurat activitatea în a doua jumătate a secolului al XIX-lea, chiar dacă rolul lui în epocă a fost mai degrabă unul minor.
Tablourile care au rămas de la Nicolae Iliescu dovedesc că acesta nu s-a limitat la învățăturile pe care le-a primit de la Anton Chladek, ci a căutat în permanență să-și corecteze stilul după modele academice. Criticul Ion Frunzetti, a socotit că Portretul de femeie aflat la Galeria Națională a Muzeului Național de Artă al României, care este datat în anul 1878, ar fi fost realizat cu siguranță în Țara Cantoanelor. În opinia criticului de artă, tabloul relevă însușiri deosebit de rare nu numai pentru cariera lui Iliescu, ci și pentru toată arta contemporană din România, fără a face excepție chiar și Theodor Aman. Prin comparație, Portretul generalului Carp și cel al soției acestuia realizate în anul 1881 și aflate în ziua de astăzi în colecția Academiei Române, Iliescu nu dovedit aceaași măestrie.

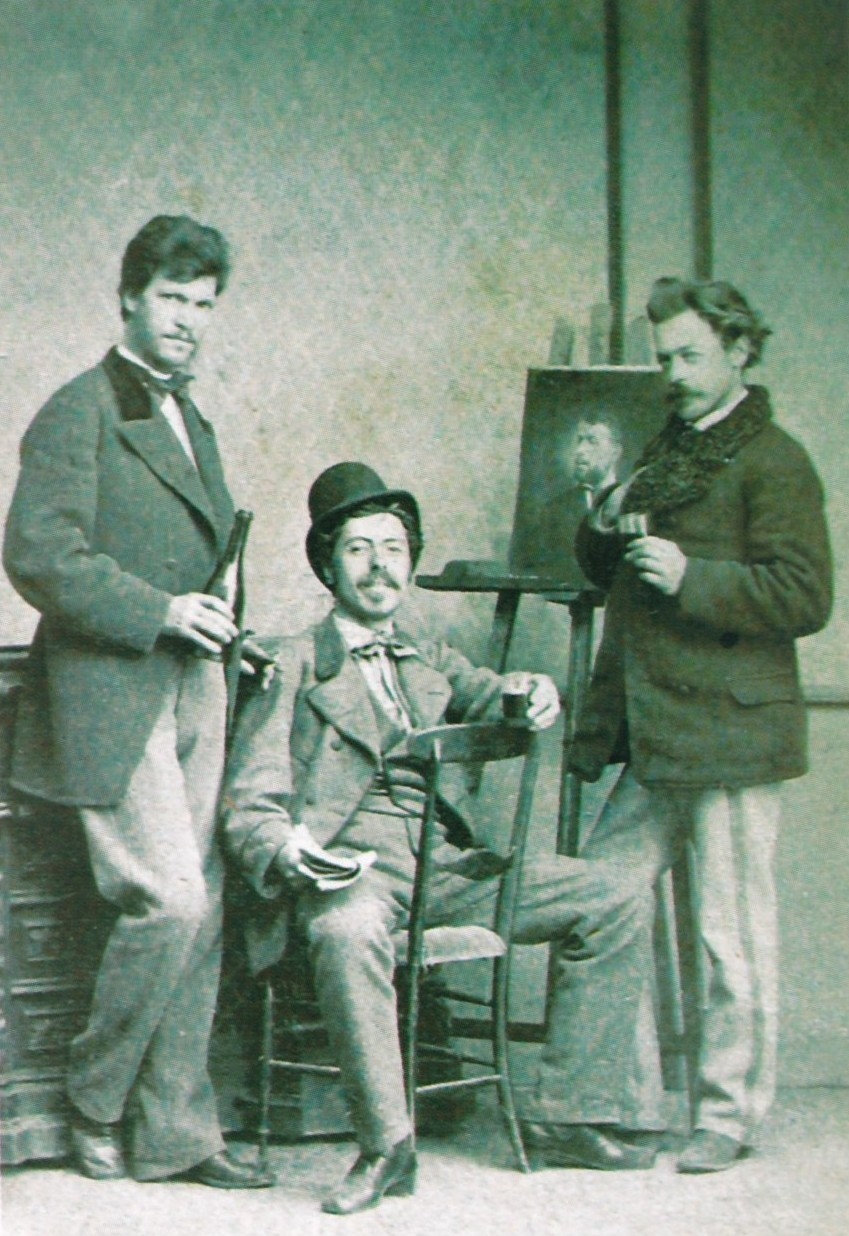
Fotografie de grup: Nicolae Iliescu (pe scaun), Alexandru Cladec (fiul pictorului Anton Chladek în dreapta) și un prieten (stânga) - foto Mayer & Gerstt - colecția lui Adrian-Silvan Ionescu

O abilitate deosebită, demnă de oricare dintre colegii săi trecuți prin Academie, artistul a afișat-o în Portretul lui Carol Davila. Figura înfățișată seamănă cu modelul, este bine construită, suprafața epidermei a fost minuțios urmărită cu lumina care vine din partea stângă a tabloului și se concentrează pe obrazul drept. Partea stângă a rămas în umbră, îngăduindu-i să realizeze reflexe pe frunte și pe fireturile epoleților, gulerului și pe panglicile decorațiilor ale căror medalii și cruci au fost lucrate cu o mare atenție, tipică miniaturiștilor.

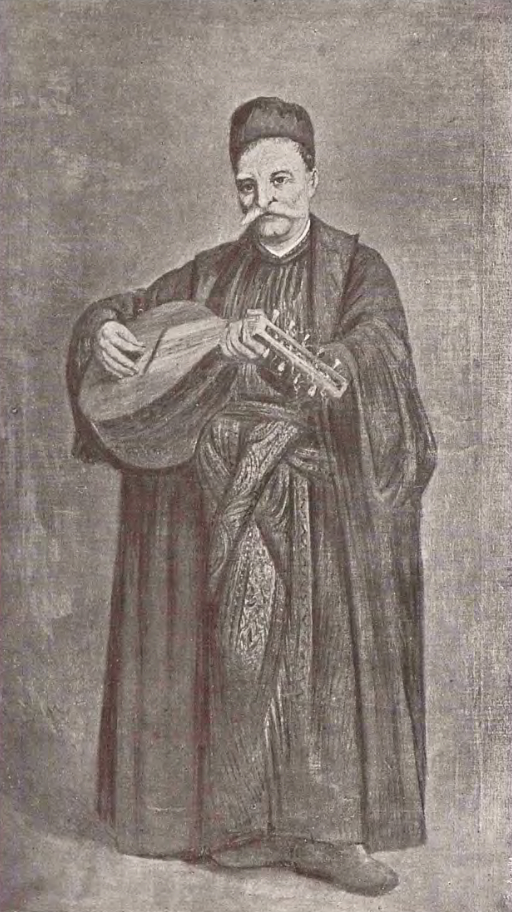
Matei Millo în rolul lui Barbu Lăutarul (1889)

Portretul prietenului său Alexandru Cladec - din colecția profesorului Constantin Ionescu-Mihăești, a fost tratat cu mai multă vervă cu toate că lucrarea este de mai mici dimensiuni. Muzeul de Artă din Craiova are mai multe tablouri realizate de Nicolae Iliescu. Ca o curiozitate, există o pânză intitulată Pui de găină - (0.273x0.325m), semnat prin zgâriere în partea stângă-jos - Elliescu. Tabloul ilustrează șapte-opt pui ce parcă vor să se urce pe un fel de soclu aflat deasupra unui ghiveci găurit printre spice și ierburi pe care stă unul dintrei ei de culoare neagră. Desenul este unul aproximativ, totul concetrându-se pe reflexele de lumină date de puful galben al micilor vietăți. Atitudinile sunt felurite, aproape infantile. Întreaga lucrare pare a fi făcută pentru un copil, el având la bază vreo ilustrație de Paști. Așa cum a amintit Ion Frunzetti, Anton Chladek aborda uneori asemenea subiecte, criticul aducând ipoteza că o asemenea lucrare ar fi foarte posibil să fie rezultatul unei sugestii făcute de bătrânul maestru sau chiar să fie vreo copie după un tablou al acestuia.
Cele mai prețioase tablouri realizate de Iliescu sunt cele care-l înfățișează pe Matei Millo în diferite roluri. Același Ion Frunzetti a amintit că Iliescu a fost și actor. Asemenea altor boemi din acele vremuri, Iliescu l-a însoțit pe Matei Millo cu trupa sa de teatru într-un turneu în Ardeal. și foarte probabil și în altele. Cele mai multe dintre aceste tablouri se află la Muzeul de Artă din Craiova. Unul singur a fost datat, cel intitulat Matei Millo în rolul lui Barbu Lăutarul - 0.420x0.245m, ulei/pânză. Millo a fost figurat în picioare, cântând din gură și din cobză, într-un anteriu roșu, încins la mijloc cu un brâu din cașmir de culoare galben-verde și poartă o mantie neagră pe umeri. Sprâncenele le are stufoase și albe similar mustăților, ele dând pe sub fesul roșu cu ciucuri albaștri o atitudine maiestuoasă. Tabloul este cel mai mare dintre cele din seria de la Craiova. A fost datat în anul 1889 și acest fapt îl face susceptibil de a fi o reluare a unuia mai vechi. De altfel, Nicolae Iliescu a participat în anul 1872 la Expoziția artiștilor în viață cu un tablou ce era intitulat identic cu cel din anul 1889.
Nici celelalte lucrări de la Craiova nu sunt mai superioare ca execuție tabloului Matei Millo în rolul lui Barbu Lăutarul. Aceste se numesc Coana Chirița, Herșcu Boccegiul, Paraponisitul, Covrigarul, Cârciumarul din Lipitorile Statului și nu au fost datate. Majoritatea relevă un simț cromatic precum și o tratare relativ modernă a pastei. În opinia lui Frunzetti, Iliescu, chiar dacă le-a pictat în timpul turneelor cu trupa lui Millo sau ulterior acestora, a introdus destul de timid un nou gen în pictura românească - portretele de teatru. Chiar dacă micile lui lucrări au un oarecare umor naiv și plac contemporaneității, pentru publicul din acele vremuri nu au însemnat mare lucru. Nicolae Iliescu a decedat în anul 1889, an cu care a datat tabloul Barbu Lăutarul.